# Macarena Gandulfo
Macarena Gandulfo (nascida em 3 de novembro de 1993) é uma handebolista argentina. Integrou a seleção argentina feminina que terminou na décima segunda posição nos Jogos Olímpicos de Verão de 2016 no Rio de Janeiro. Atua como lateral esquerda e joga pelo clube BM Alcobendas. Competiu pela Argentina no Campeonato Mundial de Handebol Feminino de 2015, na Dinamarca. Foi medalha de prata nos Jogos Pan-Americanos de 2015 em Toronto e prata no Campeonato Pan-Americano de Handebol Feminino do mesmo ano.